# تشارلز د. كوك
تشارلز د. كوك (بالإنجليزية: Charles D. Cook)‏ هو سياسي أمريكي، ولد في 26 فبراير 1935، وتوفي في 23 مايو 2001. حزبياً، نشط في الحزب الجمهوري. وقد انتخب عضو جمعية ولاية نيويورك وانتخب عضو مجلس ولاية نيويورك.